# Kur'ja
Kur'ja (in russo Курья?) è un centro abitato della Russia. Secondo il censimento del 2010 conta 3 885 abitanti.
È la città natale di Mikhail Kalašnikov, inventore dell’omonimo fucile.